# Rinorea endotricha
Rinorea endotricha Sandwith – gatunek roślin z rodziny fiołkowatych (Violaceae). Występuje naturalnie w południowo-wschodniej Wenezueli oraz Gujanie. 

## Morfologia
PokrójZimozielone drzewo lub krzew. Dorastające do 1,5–3 m wysokości.
LiścieBlaszka liściowa jest niemal siedząca i ma owalny lub odwrotnie jajowaty kształt, jest piłkowana na brzegu, ma klinową nasadę i spiczasty wierzchołek.
KwiatyZebrane w gronach wyrastających z kątów pędów.

## Biologia i ekologia
Rośnie w lasach, na wysokości do 300 m n.p.m.